# 天使心 (台灣電影)
《天使心》，是台灣1994年的限制級電影，由徐若瑄和江國賓主演。

## 角色及演員
| 角色   | 演員   | 備註               |
| ------ | ------ | ------------------ |
| 溫妮   | 徐若瑄 | 苗偉的青梅竹馬。   |
| 苗偉   | 江國賓 | 因誤殺罪入監服刑。 |
|        | 顧寶明 | 苗偉的舅舅。       |
| 鄒志強 | 周禹侯 | 廣告導演、攝影師。 |
| 喬治   | 周孝穎 | 溫妮的男友。       |
| 琳姐   | 彭小蘭 |                    |
|        | 孟滌塵 | 苗偉的奶奶。       |

## 外部連結
- 開眼電影網上《天使心》的資料（繁體中文）
- 香港影庫上《天使心》的資料（繁體中文）
- 豆瓣电影上《天使心》的資料 （简体中文）
- 爛番茄上《天使心》的資料（英文）
- AllMovie上《天使心》的资料（英文）
- 互联网电影数据库（IMDb）上《天使心》的资料（英文）